# تكرار غني باللوسين
التكرار الغني باللوسين (بالإنجليزية: Leucine-rich repeat)‏ واختصارا (لرر LRR) هو طابع بنيوي للبروتين تتشكل عند تطويه بنية على هيئة حدوة حصان α/β. يتكون من امتدادات متكررة طولها 20-30 حمض أميني والتي تكون عادة غنية بالحمض الأميني الكاره للماء لوسين. تتطوى هذه التكرارات الترادفية [الإنجليزية] عادة لتشكيل نطاق بروتين ملفي [الإنجليزية] يسمى نطاق التكرار الغني باللوسين. تتكون كل وحدة تكرارية من بنية صحيفة بيتا-لفة-لولب ألفا، ويكون النطاق المجمَّع من عدة تكرارات على شكل حدوة حصان وجهها الداخلي مكون من صفائح بيتا متوازية ووجهها الخارجي مكون من لولب ألفا. أحد أوجه صحيفة بيتا وأحد جانبي لوالب ألفا معرضان للمذيب وبالتالي تكون مليئة بالأحماض المحبة للماء. المنطقة بين اللوالب والصفائح هي لب البروتين الكاره للماء وهو محزم فراغيا بإحكام بوحدات اللوسين.
غالبا ما يكون للتكرارات الغنية باللوسين دور في حدوث تآثرات البروتين بروتين.